# Tarakea Motamburu
Tarakea Motamburu ist ein Verwaltungsbezirk (Ward) des Distrikts Rombo in der tansanischen Region Kilimandscharo.

## Geografie
Tarakea Motamburu liegt im Nordosten von Tansania. Das Gebiet erstreckt sich von der keniatischen Grenze in rund 1900 Meter Seehöhe nach Südwesten auf den Sattel zwischen den Gipfeln Kilimandscharo und Mawenzi in 4300 Meter.
Der Bezirk grenzt im Nordosten an Kenia, im Südosten an Nanjala, im Südwesten an Uru Kaskazini und Kibosho Mashariki des Distrikts Moshi und im Nordwesten an Motamburu Kitendeni. Er hat eine Fläche von 199 Quadratkilometern und bei der Volkszählung 2022 lebten hier 27.019 Menschen in 7105 Haushalten.

## Gliederung
Tarakea Motamburu besteht aus zwei Gemeinden (Mtaa) mit neun Orten (Kitongoji):
| Mbomai - Mbomai Juu - Mbomai Kati - Mbomai Nduweni - Tarakea Mjini - Mbomai Chini | Kikelelwa - Mokombero - Motamburu - Lokoro - Kikelelwa |

## Wirtschaft und Infrastruktur
- Gesundheit: Im Bezirk liegen ein staatliches Gesundheitszentrum[7] und drei Apotheken, zwei private[8][9] und eine staatliche.[10]
- Bildung: Die Tarakea Secondary School, die Mbomai Secondary School und die Motamburu Secondary School sind staatliche weiterführende Schulen mit einer Ausbildung bis zur 4. Stufe.[11][12][13]
- Fremdenverkehr: Der Aufstieg über die „Marangu Route“ auf den Kilimandscharo führt über den Sattel zwischen Kibo und Mawenzi.[14]